# Санту-Антониу-ду-Левержер
Санту-Антониу-ду-Левержер (порт. Santo Antônio do Leverger) — муниципалитет в Бразилии, входит в штат Мату-Гросу. Составная часть мезорегиона Юго-центральная часть штата Мату-Гроссу. Входит в экономико-статистический микрорегион Куяба. Население составляет 15 469 человек на 2006 год. Занимает площадь 12 260,081 км². Плотность населения — 1,3 чел./км².

## Статистика
- Валовой внутренний продукт на 2003 год составляет 96 539 240,00 реалов (данные: Бразильский институт географии и статистики).
- Валовой внутренний продукт на душу населения на 2003 год составляет 6247,28 реалов (данные: Бразильский институт географии и статистики).
- Индекс развития человеческого потенциала на 2000 год составляет 0,717 (данные: Программа развития ООН).